# Altengönna
Altengönna is een plaats in de Duitse gemeente Lehesten (bei Jena), deelstaat Thüringen.

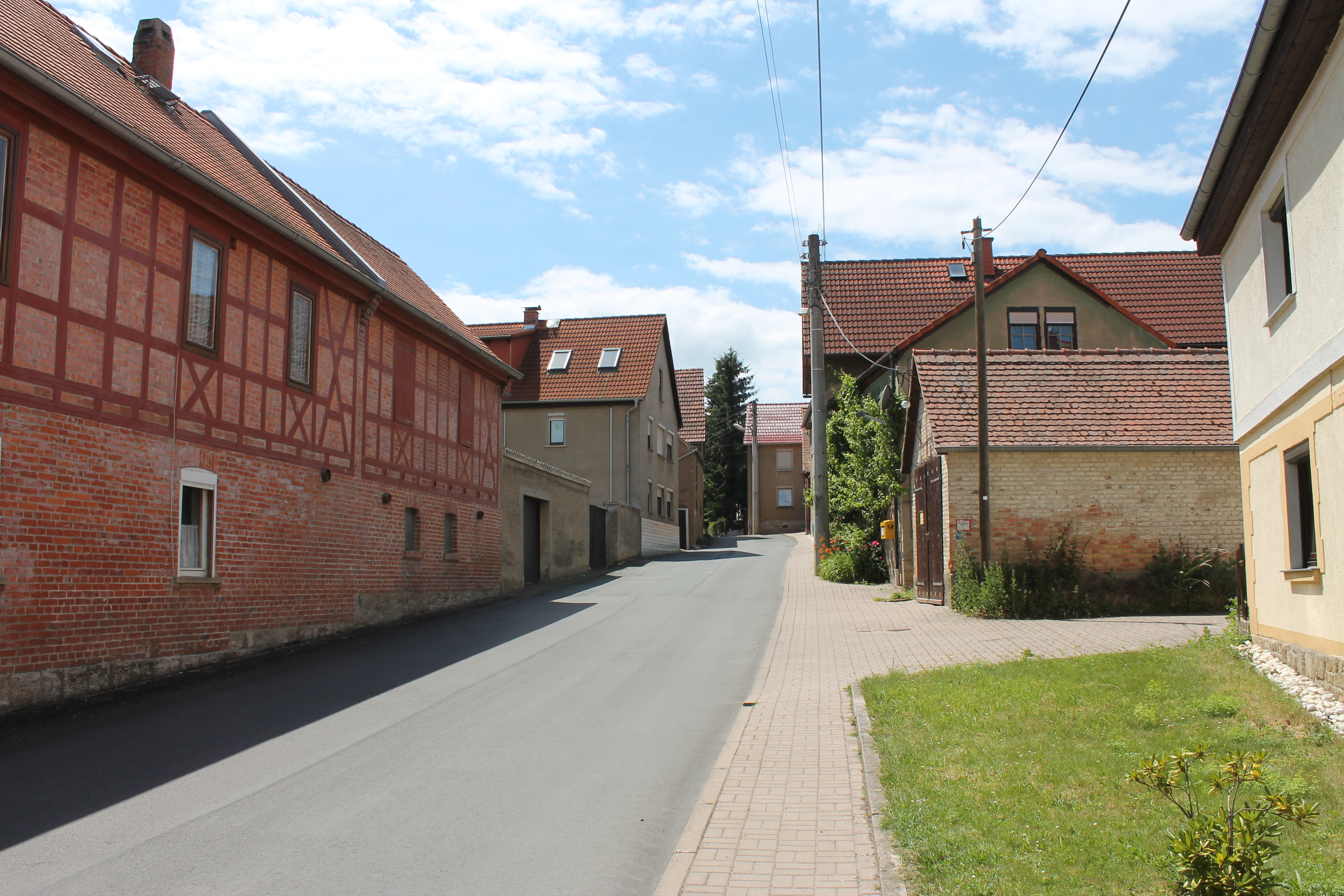
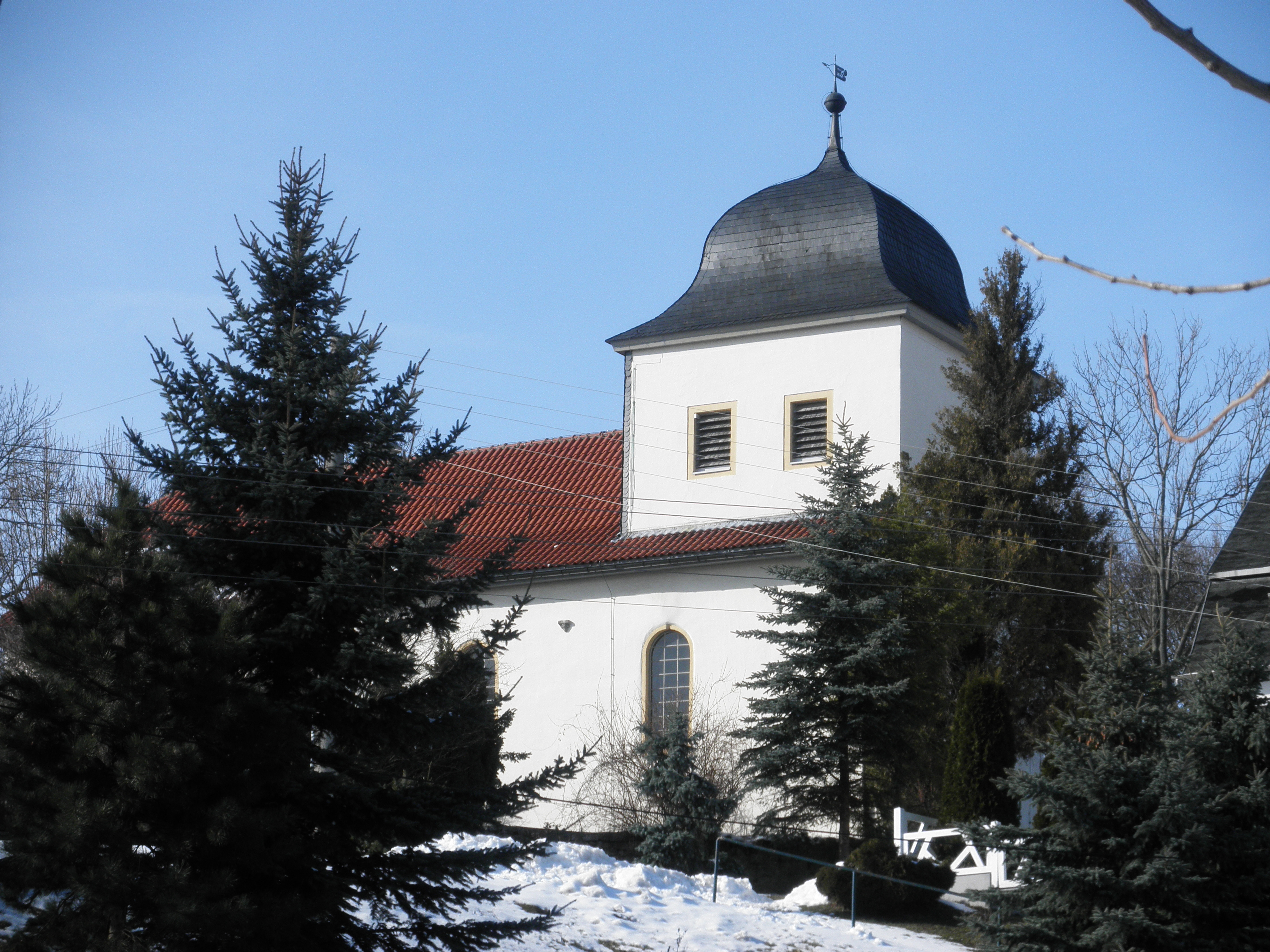
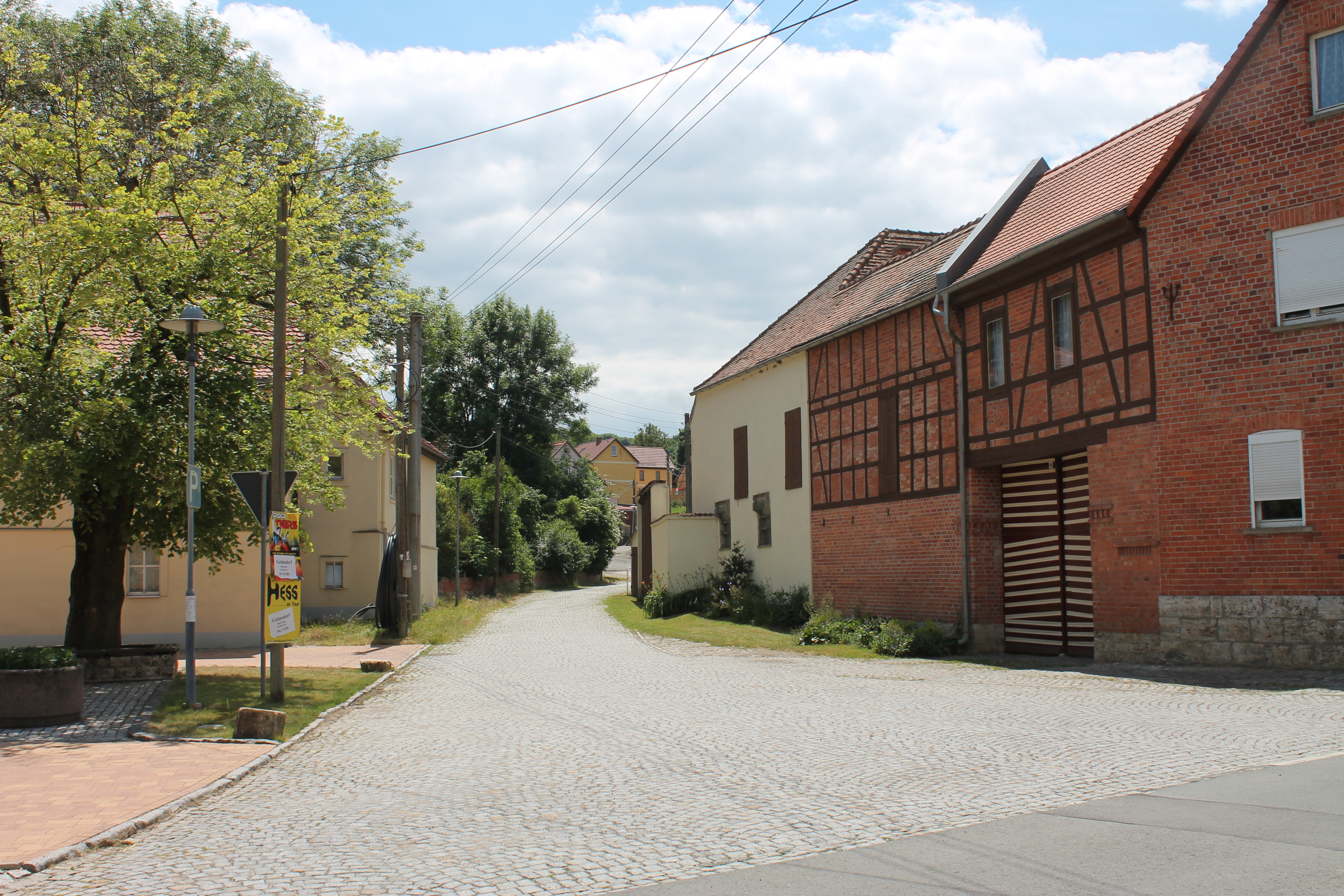